# ジョイランド
ジョイランドは、ジョイランドグループ東部事業株式会社（静岡県沼津市）が運営するアミューズメント施設の総称。英語でJoy landと表記する場合もある。
現在、映画館をはじめ、ボウリング場、パチンコ店、ゲームセンター（セガは撤退）、ゴルフ場などを静岡県東部地区で展開している。

## 映画館
- 三島市のジョイランドみしまの3階にある。
- ジョイランドみしまは全席自由席となる。
- 閉館したジョイランド沼津は、単館公開中心のラインアップで、みしまとは上映される映画が異なっていた。
- 映画のチケットの半券を併設しているジョイランドアミューズで提示するとサービスを受けられる場合もある。
- 様々な割引サービスが存在する。

毎月1日と15日は映画が1000円。

## 店舗案内

### ジョイランド沼津宝塚ビル
- 沼津市大手町8-5にある。
- ボウルビルよりも沼津駅に近い。仲見世商店街の入り口に立地している。
- 地上6階・地下1階の建物でパチンコ店が入居している。
- 沼津駅南口より徒歩3分。
  - 映画館：以前、宝塚劇場（300席）、有楽座（283席）だった映画館は、ジョイランドシネマ1・2として営業していたが2015年2月27日に閉館した。
  - それ以前はグランド劇場（148席）、ミラノ座（235席）、名画座（69席）を含む5館体制だった。

### ジョイランドみしま
- 三島市梅名308-6にある。1997年に開館。
- 地上3階・地下1階の建物でシネマコンプレックス（複合映画館）、ボウリング場、パチンコ店、ゲームコーナーが入居している。
- 自家用車での来店を強く意識しているためか、広大な駐車場が用意されている。
- 大場駅西口より徒歩15分。
  - 映画館：6スクリーン・1,007席

### ジョイランド原
- 沼津市原町中2-14-8にある。
- パチンコ店、ボウリング場、天然温泉ざぶ～んが入居している。
- 原駅より徒歩13分。

### ジョイランド香貫
- 沼津市下香貫下障子3147にある。
- ボウリング場（平成29年10月31日まで営業）、パチンコ店、ゲームセンター、ビリヤードが入居していた。

※現在はゲームセンター・ビリヤード・ボーリングは閉鎖しパチンコ店のみ営業中。

### ジョイランド大仁
- 伊豆の国市下畑582にある。修善寺道路大仁中央ICから県道宇佐美大仁線を亀石峠に向かって2キロ程にある。
- 現在はゴルフ場のみ。

### ジョイランドゴルフ江原
- 沼津市西熊堂西洞695-5にある。
- ゴルフ場のみ入居している。

## かつて運営していた店舗

### ジョイランドアミューズ諏訪
- 2023年11月30日の営業をもって閉店
- 沼津市大諏訪20-2にある。
- バッティングセンターとゲームセンターが入居していた。
- 屋外に、深層湧水と呼ばれる湧き水の販売機が設置されている。

※なお、『カード迷路　ぐるり森大冒険』は原店に移転した。